# فخر موسكو

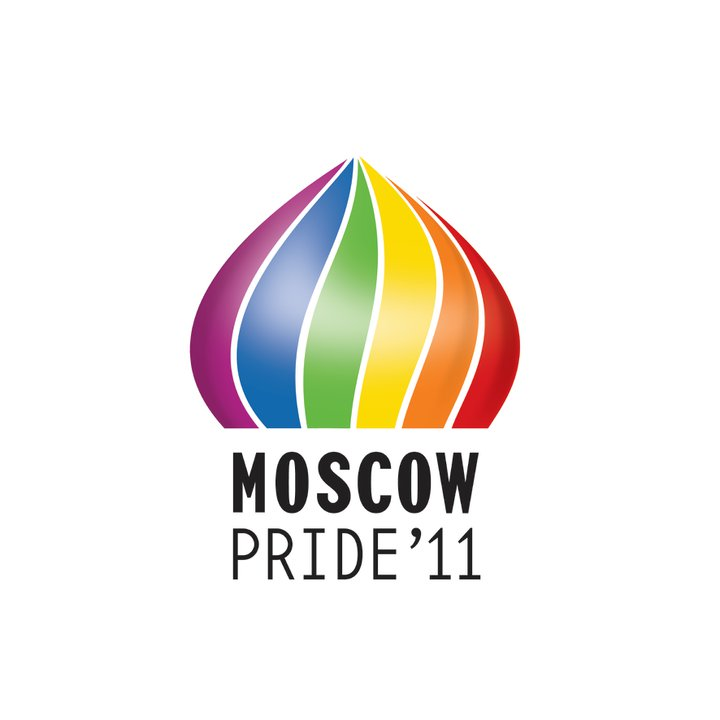
شعار مهرجان موسكو الدولي لفخر المثليين

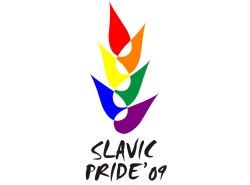
شعار الفخر السلافي

فخر موسكو (الروسية: Московский Гей-Прайд) هو مظاهرة فخر للمثليات والمثليين ومزدوجي الميول والمتحولين جنسياً (الإل جي بي تي). كان من المفترض عقده للمرة الأولى في شهر مايو من كل عام منذ 2006 في العاصمة الروسية موسكو، ولكن تم حظر المظاهرة بشكل منتظم من قبل قاعة مدينة موسكو والتي كان يرأسها عمدة موسكو يوري لوجكوف حتى عام 2010.

## وصلات خارجية
- الصفحة الرئيسية لفخر موسكو نسخة محفوظة 31 أكتوبر 2010 على موقع واي باك مشين. (بالإنجليزية) (بالروسية)
- مشروع حقوق المثليين gayrussia.ru المنظم لفخر موسكو نسخة محفوظة 20 يوليو 2006 على موقع واي باك مشين. (بالإنجليزية) (بالروسية)